# Big Brutus

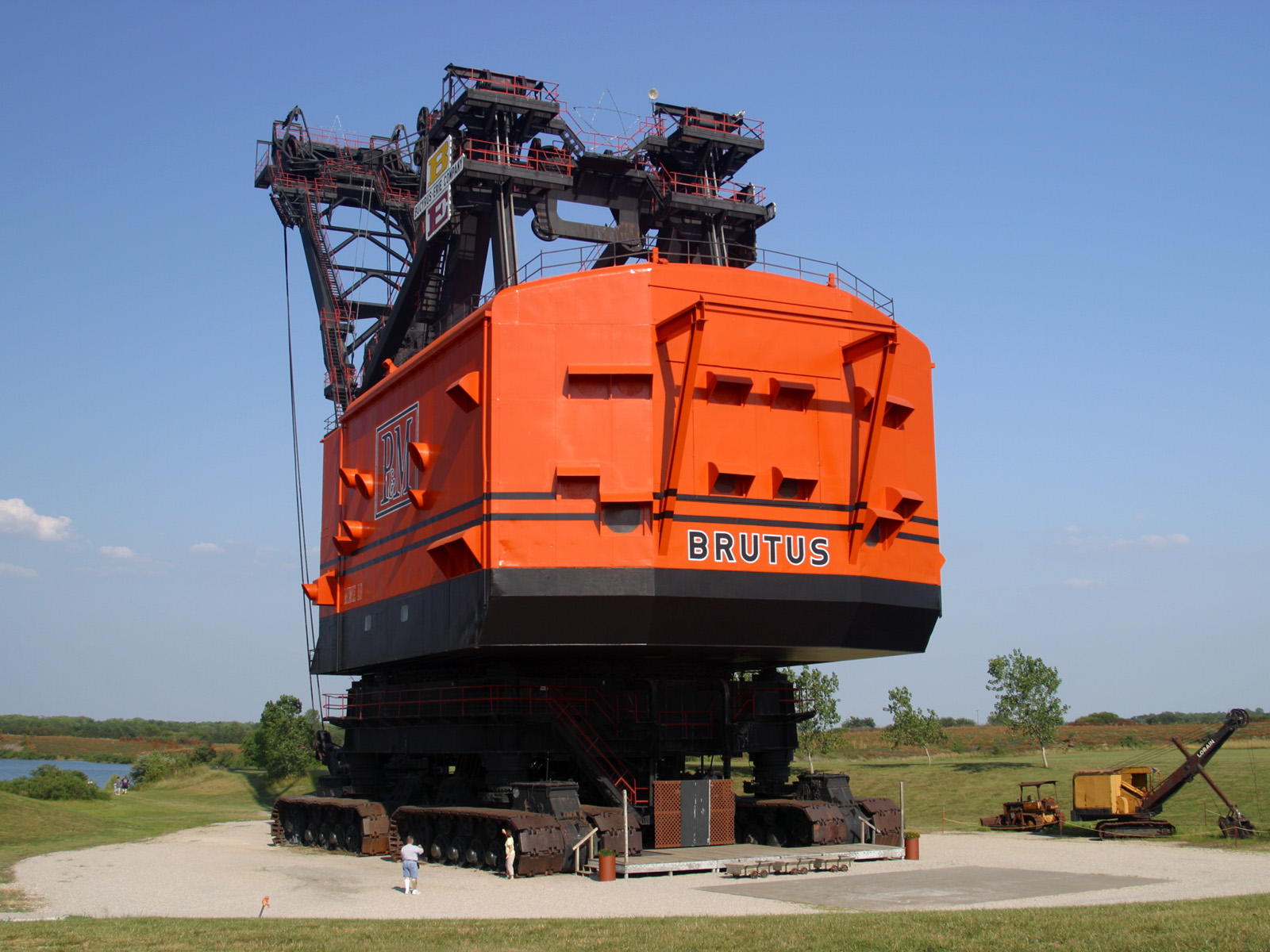
Rückansicht mit 2 Personen und einem Bagger in üblicher Größe im Hintergrund

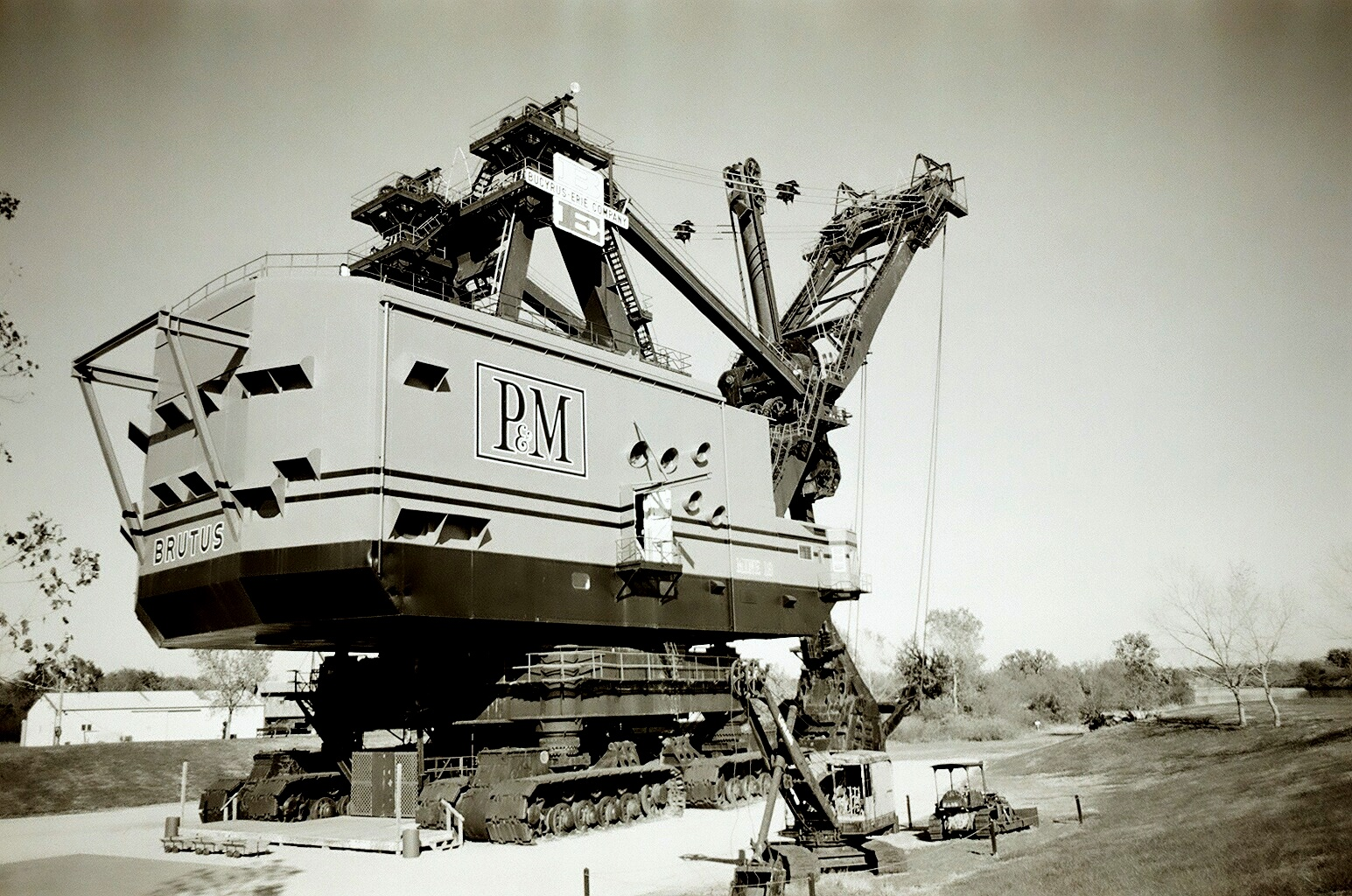
Seitenansicht mit Baggern in üblicher Größe

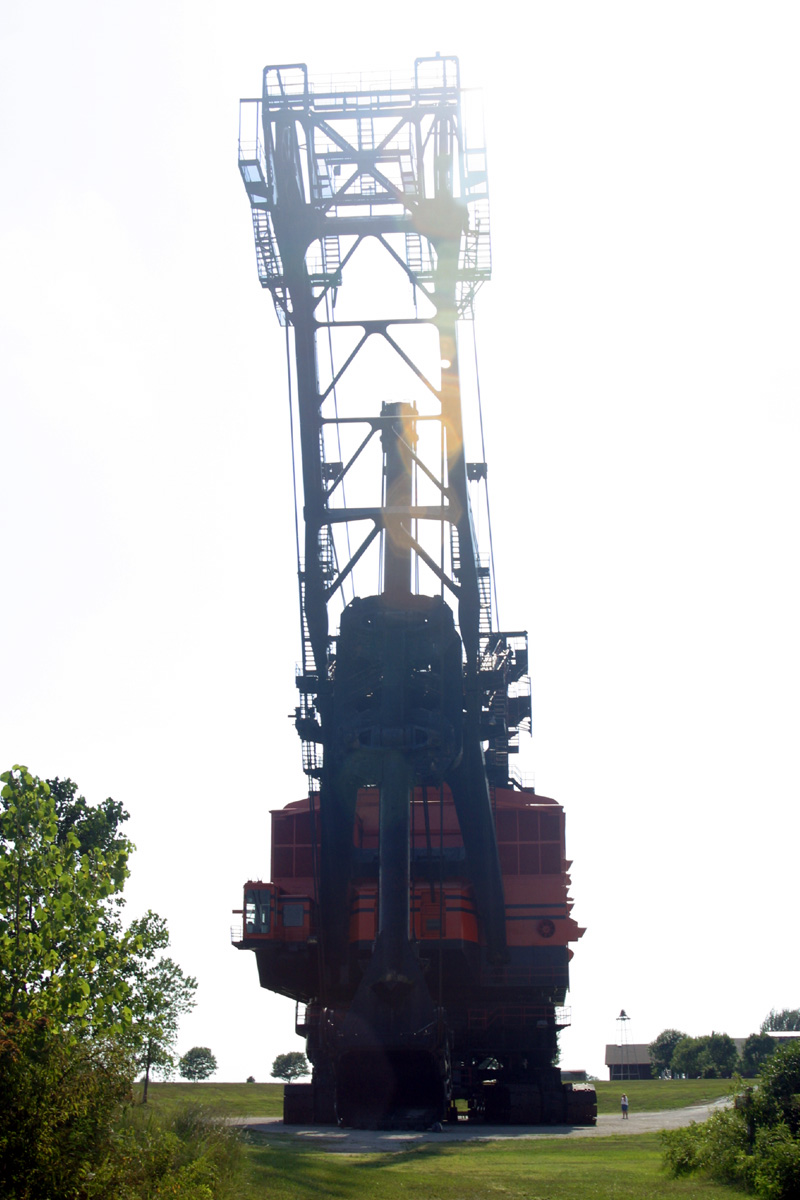
Vorderansicht im Gegenlicht

Big Brutus ist der Spitzname des Bucyrus-Erie 1850-B, des zu seiner Bauzeit weltweit zweitgrößten Löffelbaggers. Er ist ein Unikat, ein lokales Industriedenkmal einen halben Kilometer südlich von West Mineral im Cherokee County im US-Bundesstaat Kansas, und der größte erhaltene Seilbagger mit Hochlöffel.

## Konstruktion und Betrieb
Die Pittsburg and Midway Coal Mining Company (P&M), heute ein Teil der Chevron Corporation, beauftragte 1962 die Bucyrus Erie Company, den elektrischen Hochlöffelbagger 1850-B zu bauen. Der Auftragswert lag damals bei 6,5 Millionen US-Dollar. Die Einzelteile mit bis zu 109 t (120 Short ton) wurden in der Bucyrus-Erie-Fabrik in Milwaukee produziert und mit 150 Eisenbahnwagen nach Hallowell transportiert. Beim Zusammenbau ab Juni 1962 waren bis zu 52 Arbeiter 11 Monate lang beschäftigt. Der Betrieb wurde im Mai 1963 in der Pittsburg and Midway Mine 19 aufgenommen. Zu diesem Zeitpunkt war er der weltweit zweitgrößte Löffelbagger in Betrieb. Den Namen Big Brutus erhielt die Maschine von Emil Sandeen, dem Leiter der Mine 19.
Der Elektrolöffelbagger war dazu konstruiert, im Tagebau Abraum in einer Dicke von sechs bis zu 21 m über einem relativ dünnen Flöz bitumenhaltiger Kohle zu entfernen. Mit einem „Biss“ bewegte er 69 m³ (90 cu yd) oder etwa 122 t. Ein Arbeitszyklus (Füllen – Schwenken – Abladen – Zurückschwenken) dauerte 50 Sekunden. Pro Jahr konnte er eine Grundfläche von etwa 2,6 km² (1 mi²) bearbeiten. Der zugeführte Drehstrom wurde von einer eigenen Trafostation der Empire District Electric Company über lange Anschlusskabel geliefert. Im Elektroseilbagger befand sich ein rotierender Umformer und die Motoren wurden – wie damals üblich – mit Gleichstrom betrieben. Der Hauptantrieb bestand aus zwei Gleichstrommotoren, mit einer abgegebenen Leistung von jeweils 2.610 kW (3.500 hp). Die Energieeffizienz wurde gesteigert, indem die acht Gleichstrommotoren für den Löffel mit einer abgegebenen Leistung von jeweils 373 kW (500 hp) die Bremsenergie während der Abwärtsbewegung des Löffels rückspeisten. Die Bedienmannschaft bestand aus drei Personen: Dem Baggerfahrer an der rechten vorderen Ecke der Maschine, dem Öler, der die automatische Schmierung beaufsichtigte, und dem „Groundsman“. Letzterer bediente die vier Kettenfahrwerke von einer unteren Plattform aus und achtete auch auf eine hindernisfreie Fahrstrecke. Seine Anweisungen erhielt er vom Baggerfahrer per Telefon oder Hornsignal. Zum automatischen Niveauausgleich bei Unebenheiten, damit der Oberbau immer waagrecht stand, sind die Kettenlaufwerke über jeweils einen Hydraulikzylinder mit einem Hub von 66 Zoll mit dem Unterbau verbunden. Zwischen dem fahrbaren Unterbau und dem schwenkbaren Oberbau befindet sich ein Rollenkranz von 45 Fuß Durchmesser, dessen 90 Zylinderrollen einen Durchmesser von 16 Zoll haben. Der Löffelhochbagger stand im Wesentlichen 24 Stunden am Tag an sieben Tagen in der Woche im Einsatz und wurde in drei Schichten gefahren. Nach Entfernung des Abraums wurde die Kohle aus zwei Flözen mit einer Dicke von 46 und 53 cm mit kleinerem Gerät geborgen. Diese wurde dann in einem lokalen Kraftwerk zur Stromerzeugung genutzt. Mit dem entfernten Abraum wurde danach die Grube wieder verfüllt und die Oberfläche renaturiert.

## Dienstende und Museum
Obwohl der elektrische Auslegerbagger für eine Lebensdauer von 25 Jahren konstruiert war, wurde der Betrieb schon nach 11 Jahren im April 1974 eingestellt, da er unrentabel geworden war und die Umweltauflagen schärfer. Zwischen 1963 und 1974 hatte er den Abraum über schätzungsweise 8 Mio. t Kohle entfernt. Die Stromkosten im letzten Betriebsmonat betrugen 27.000 US$. Die Versuche, den Bagger an andere Minen zu verkaufen, scheiterten. Um den Bagger als Ganzes an einen anderen Standort zu verfrachten, war er zu groß und ein Abbau und Wiederaufbau an einem anderen Ort wäre zu teuer gekommen. Elektrische Einzelteile wurden an andere Bergbaufirmen verkauft.
Im Jahre 1983 stiftete die Pittsburg and Midway Coal Mining Company den Bagger und 6,5 ha Land um den Bagger in West Mineral der gemeinnützigen Big Brutus Incorporated, welche den Bagger für die Nachwelt erhält. Von Freiwilligen wurden tausende Stunden aufgewendet, um den zehn Jahre vor sich hinrostenden Bagger wieder in einen ansehnlichen Zustand zu bringen. Im Jahre 2006 wurde der nächste Komplettanstrich in orange und schwarz durchgeführt. Früher konnten Personen ab 13 Jahren bei geeignetem Wetter den Ausleger besteigen, seit 2004 ist dies jedoch aus Sicherheitsgründen untersagt. Rund um Big Brutus sind kleinere Tagebaumaschinen aufgebaut. Am Eingang des Maschinenparks wurde ein kleines Bergbaumuseum errichtet, in dem es weitere Informationen und Fotos und einen Film aus früherer Zeit, sowie Modelle anderer Bergbaumaschinen zu sehen gibt. Etwa 35.000 bis 40.000 Besucher zählt das Museum jährlich, wobei die Hauptsaison zwischen Memorial Day (30. Mai) und Labor Day (1. Montag im September) liegt. Die Öffnungszeiten sind saisonal unterschiedlich. Während des Jahres gibt es verschiedene Veranstaltungen und Feste, wie etwa am ersten Juni-Wochenende ein Zusammentreffen ehemaliger Minenarbeiter (Miner's Day Reunion). In der weiten Ebene von Kansas ist Big Brutus schon von weitem zu sehen. Die letzte Arbeitsgrube ist heute ein See in direkter Nachbarschaft von Big Brutus. Im Jahre 1987 wurde es von der American Society of Mechanical Engineers (ASME) als lokale technische Sehenswürdigkeit deklariert. Seit Beginn des ASME Mechanical Engineering Landmark Program im Jahre 1971 war es neben 88 nationalen und 23 internationalen Sehenswürdigkeiten die zehnte lokale Sehenswürdigkeit, die in das Programm aufgenommen wurde.
Bis heute ist der Bucyrus–Erie 1850-B der sechst- oder siebent-größte Bagger der Welt. Der jemals größte Löffelbagger Marion 6360, genannt „Captain“, von Marion Power Shovel wurde 1992 verschrottet. Er hatte eine Löffelkapazität von 140 m³. Größer sind noch Schürfkübelbagger mit Schreitwerk und Schaufelradbagger.

## Technische Daten
| Beschreibung                                          | Metrisch                                   | US                             |
| Administratives                                       | Administratives                            | Administratives                |
| ----------------------------------------------------- | ------------------------------------------ | ------------------------------ |
| Hersteller                                            | Bucyrus-Erie Company                       | Bucyrus-Erie Company           |
| Modell                                                | 1850-B                                     | 1850-B                         |
| Produzierte Anzahl                                    | 1                                          | 1                              |
| Bedienmannschaft                                      | 3 Personen                                 | 3 Personen                     |
| Bauzeit                                               | Juni 1962–Mai 1963                         | Juni 1962–Mai 1963             |
| Geplante Einsatzdauer                                 | 25 Jahre                                   | 25 Jahre                       |
| Tatsächliche Einsatzzeit                              | Mai 1963–April 1974 (11 Jahre)             | Mai 1963–April 1974 (11 Jahre) |
| Preis                                                 | 6,5 Mio. USD (1962)                        | 6,5 Mio. USD (1962)            |
| Bagger                                                |                                            |                                |
| Arbeitsgewicht                                        | ~ 4.990 t                                  | ~ 11.000.000 lb                |
| Gesamthöhe                                            | 49 m                                       | 160 ft                         |
| Ausleger                                              | 46 m                                       | 150 ft                         |
| Schaufelstiel                                         | 27 m                                       | 88 ft                          |
| Maximale Schüttweite                                  | 46 m                                       | 150 ft                         |
| Maximale Schütthöhe                                   | 31 m                                       | 101 ft                         |
| Maximale Teufe                                        | 21 m                                       | 69 ft                          |
| Grundrahmen des Oberbaus                              | 17,6 m × 24,2 m                            | 58 ft × 79 ft 6 in             |
| Rollenlager-Durchmesser (zwischen Ober- und Unterbau) | 13,7 m                                     | 45 ft                          |
| Zylinderrollen                                        | 90 Stück, D = 40,64 cm                     | 90 Stück; D = 16 in            |
| Löffel                                                |                                            |                                |
| Kapazität                                             | 69 m³                                      | 90 cu yd                       |
| entspricht etwa (Abraum)                              | 122 t                                      | 135 to sh.                     |
| Löffelhalterung                                       | Vier 8,89 cm starke Seile                  | 4 × 3½ inch                    |
| Löffel-Zykluszeit                                     | 50 s                                       | 50 s                           |
| Fahrwerk                                              |                                            |                                |
| Niveauregulierung                                     | 4 Hydraulikzylinder                        | 4 Hydraulikzylinder            |
| Zylinderdurchmesser                                   | 106,7 cm                                   | 42 in                          |
| Zylinderhub                                           | 167,6 cm                                   | 66 in                          |
| Hydrauliköl für die Zylinder                          | 12.113 l                                   | 3.200 gal-u                    |
| Fahrwerk                                              | 4 Kettenpaare                              | 4 Kettenpaare                  |
| Kettenbreite                                          | 1,67 m                                     | 5 ft 6 in                      |
| Gewicht eines Laufwerks                               | 911 kg                                     | 2.008 lb                       |
| Maximalgeschwindigkeit                                | 0,35 km/h (5,9 m/min)                      | 0,22 mph                       |
| Elektrische Ausstattung                               |                                            |                                |
| Spannung                                              | 7.200 V                                    | 7.200 V                        |
| Stromstärke                                           | 1.200 A                                    | 1.200 A                        |
| Leistungsaufnahme (Normalbetrieb)                     | 5.593 kW                                   | 7.500 hp                       |
| Leistungsaufnahme (Spitzenwert)                       | 11.185 kW                                  | 15.000 hp                      |
| Hauptmotore (abgegebene Leistung)                     | 2 × 2.610 kW Gleichstrommotor (= 5.220 kW) | 2 × 3.500 hp                   |
| Löffel-Motorgeneratoren (abgegebene Leistung)         | 8 × 373 kW Gleichstrommotor (= 2.984 kW)   | 8 × 500 hp                     |
| Fahrwerksmotore (abgegebene Leistung)                 | 4 × 186 kW (= 744 kW)                      | 4 × 250 hp                     |